# Sporobolus junceus
Sporobolus junceus är en gräsart som först beskrevs av Ambroise Marie François Joseph Palisot de Beauvois, och fick sitt nu gällande namn av Carl Sigismund Kunth. Sporobolus junceus ingår i släktet droppgräs, och familjen gräs. Inga underarter finns listade i Catalogue of Life.